# Alessandro Algardi

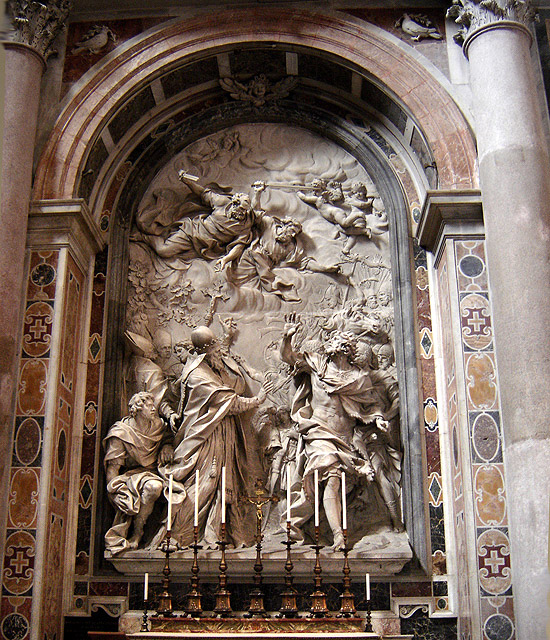
Relief de la Rencontre de saint Léon et d'Attila.

Alessandro Algardi, dit l'Algarde, né en 1595 ou en 1598 en Italie dans la ville de Bologne et mort en 1654 à Rome, est un sculpteur, décorateur et architecte.

## Biographie
Formé dans sa ville natale par Ludovic Carrache, il a été le rival du Bernin et le préféré du pape Innocent X. 
Dans la ville de Rome, on lui attribue la construction de la grande façade de l'église de Saint-Ignace et sur les pentes du Janicule (l'une des collines de Rome sur la rive droite du Tibre) il compose la villa Doria Pamphilj, agrémentée d'un riche décor en stucs et en reliefs à l'extérieur, dont le plan est inspiré des villas construites par Palladio. 

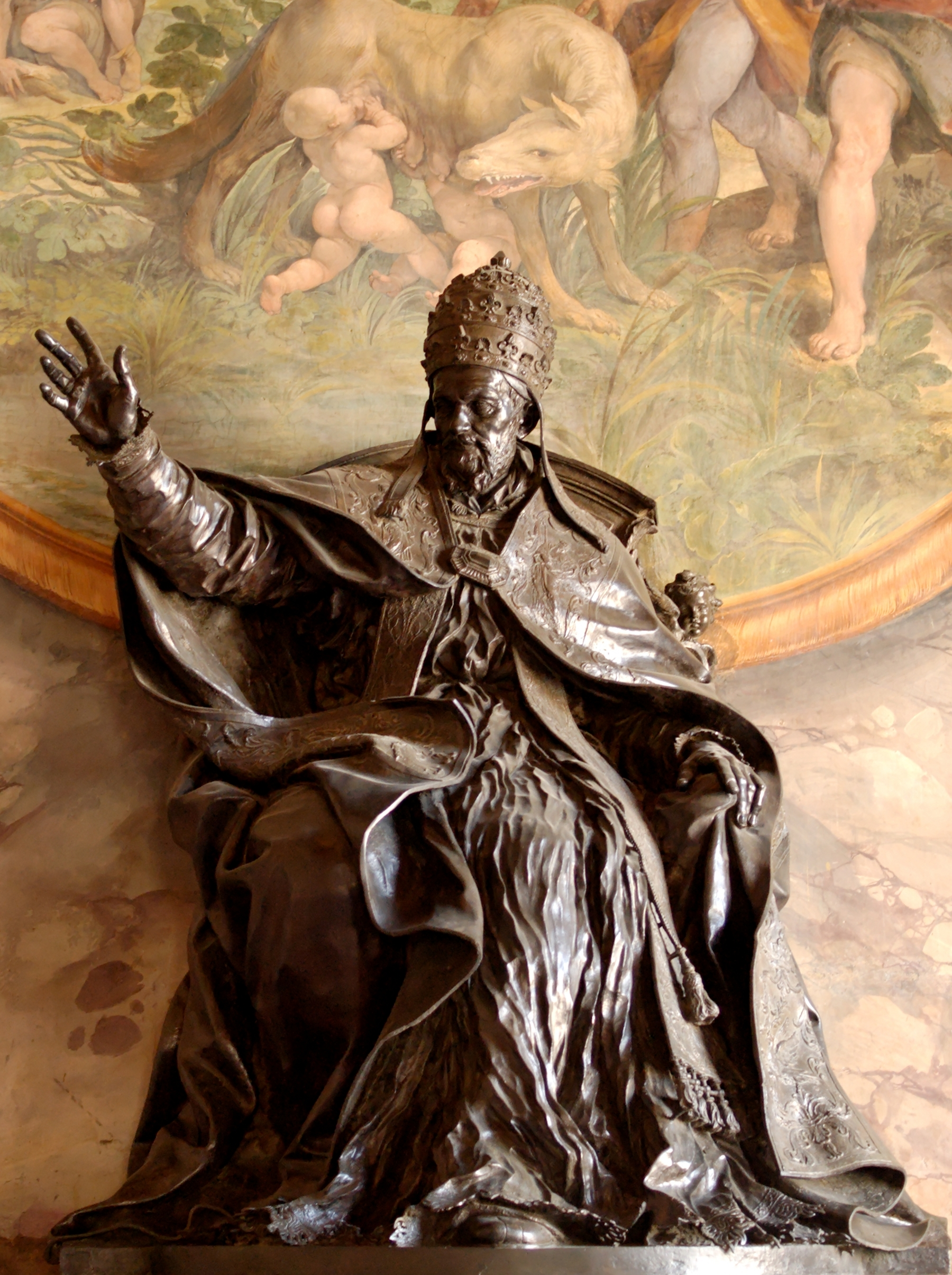
Innocent X

L'Algarde a travaillé à des restaurations. Il a fait des statues en stuc pour Saint-Sylvestre au Quirinal, sous le pontificat d'Innocent X, il compose le Relief de la Rencontre de saint Léon et d'Attila de la Basilique Saint-Pierre (1646-1650), et le tombeau de Léon XI en marbre blanc (1645-1650). Au Capitole, il a élevé au Palais des Conservateurs une statue très énergique en bronze d'Innocent X, comparable à celle d'Urbain VIII du Bernin. Dans la ville de Bologne, on peut voir de lui la Décollation de saint Paul.
Il a vécu dans une grande intimité avec l'Albane, et a eu pour élèves, entre autres, Camillo Mazza (1602-1672) qui a réalisé la Pieta de l'église des Capucins de Bologne et les portes de bronze de la basilique Saint Antoine de Padoue, et Domenico Guidi (1625-1701).

## Œuvres
- Crucifix en ivoire de l'église Santissime Stimmate di San Francesco, Rome
- Chenets de l'Algarde : deux groupes de bronze, Jupiter tenant son foudre, assis sur un aigle posé sur le globe terrestre soutenu par trois Titans et Junon portée par les vents, destinés à servir de chenets pour le roi d'Espagne Philippe IV ; plusieurs fontes en ont été réalisées au cours du XVIIe siècle et XVIIIe siècle pour différentes cours royales[1].
- Statue honoraire du pape Innocent X, statue en bronze commandée en 1646 et terminée en 1650. La statue est conservée dans les musées du Capitole à Rome, au palais des Conservateurs, dans la salle des Horaces et des Curiaces, dans la même posture que la Statue honoraire du pape Urbain VIII du Bernin placée dans la même salle. Même si l'artiste ne l'avait pas recherché, l'effet dû au « manque de finition » souligne la grande qualité de l'œuvre, que la critique considère comme l'une des meilleures réalisations d'Alessandro Algardi[2].

### Production graphique
Hors des grands chantiers de sculpture, Algardi crée des modèles d’objets de toutes sortes, et exécutait lui-même ses œuvres. Algardi détaille à l’aide d’une plume très fine les éléments décoratifs destinés à être ciselés en or ou en argent. Ces objets de dimensions réduites et précieux, en plus d’être des présents idéaux, furent prisés jusqu’à la fin du XVIIIe siècle. Dans les deux dessins des Beaux-arts de Paris apparaissent les armes du saint Philippe Neri, Algardi étant proche des oratoriens,.